# 狼煙 -NOROSHI-
『狼煙 -NOROSHI-』（のろし）は日本のヴィジュアル系ロックバンド、jealkbのメジャー1stアルバム。2008年11月26日発売。発売元はjkb records/R and C Ltd.。

## 収録曲
1. NOROSHI-2（ノロシ・ツー）
  - 作曲:elsa
2. La Vie En Rose（ラビアンローズ）
  - 作詞:haderu / 作曲:elsa
3. Fly（フライ）
  - 作詞:haderu / 作曲:elsa

2ndシングル。
4. 嫉妬死（しっとし）
  - 作詞:haderu / 作曲:elsa
5. 嘆きのエンドレス -REMIX-（なげきのエンドレス・リミックス）
  - 作詞:haderu / 作曲:elsa / 編曲:Kazuyoshi Nagai

4thシングルのリミックスヴァージョン。
6. 雪痕（ゆきあと）
  - 作詞:haderu / 作曲:elsa
7. 誓い（ちかい）
  - 作詞:haderu / 作曲:elsa

1stシングル。
8. 妄想アメリ（もうそうアメリ）
  - 作詞:haderu / 作曲:elsa
9. DISCHARGE（ディスチャージ）
  - 作詞:haderu & elsa & hideki / 作曲:elsa
10. 哀罪（あいざい）
  - 作詞:haderu / 作曲:elsa
11. body friction（ボディー・フリクション）
  - 作詞:haderu / 作曲:mofto
12. 花（はな）
  - 作詞:haderu / 作曲:elsa

3rdシングル。

### 初回盤限定DVD
Single Clips
1. 誓い
2. Fly
3. 花
4. 嘆きのエンドレス
5. Making of Single Clips